# Helige Fader, kom och var oss nära
Helige Fader, kom och var oss nära är en böne- och treenighetspsalm av Jakob Timotheus Jacobsson 1889, ofta använd som inledningspsalm eller psalm före predikan. 
Melodi av Johann Crüger från 1653 och samma som används till Kärlek av höjden och Jesus, Guds Son, träd in i denna skara, sannolikt också för psalmen Sanningens Ande, som av höjden talar (1921 nr 631) enligt psalmens rubrik i Koralbok för Nya psalmer, 1921.

## Publicerad i
- Hemlandssånger 1891 som nr 9 under rubriken "Guds lof och tillbedjan".
- Svenska Missionsförbundets sångbok 1920 som nr 533 under rubriken "Ordets predikan"
- Nya psalmer 1921 som nr 562 under rubriken "Kyrkan och nådemedlen: Ordets ämbete och församlingslivet: Vilodagen och gudstjänsten".
- Frälsningsarméns sångbok 1929 som nr 581 under rubriken "Begynnelse och avslutningssånger".
- Sionstoner 1935 som nr 12  under rubriken "Inledning och bön".
- Guds lov 1935 som nr 394 under rubriken "Före och efter predikan".
- 1937 års psalmbok som nr 28 under rubriken "Trefaldighetspsalmer".
- Frälsningsarméns sångbok 1968 som nr 709  under rubriken "Begynnelse Och Avslutning".
- 1986 års psalmbok som nr 20 under rubriken "Fader, Son och Ande", men där är v.2 något bearbetad ("Frälsning beskär oss" är ändrat till "Giv oss din frälsning").
- Finlandssvenska psalmboken 1986 som nr 179 under rubriken "Gudstjänsten".
- Lova Herren 1988 som nr 251 under rubriken "Gemenskap i bön och ordets betraktande".
- Cecilia 2013 som nr 31 under rubriken "Treenigheten".